# ساكابا
ساكابا هي مدينة، في بوليفيا، تقع في Sacaba Municipality ‏، بلغ عدد سكانها 127,700 نسمة، رمزها البريدي هو 31001.